# Likud
Likud (hebr. ליכוד; dosłownie: Unia, Zjednoczenie lub Konsolidacja) – prawicowa, nacjonalistyczno-konserwatywna partia polityczna w Izraelu.
Korzenie Likudu sięgają tzw. syjonizmu rewizjonistycznego, którego początki to lata 20. XX wieku i działalność Ze’ewa Żabotyńskiego. Kontynuatorem jego myśli w powstałym w 1948 roku Izraelu był Menachem Begin, twórca partii Herut (חירות, hebr. Wolność), która pozostawała w opozycji do centrolewicowej partii Mapai. Antagonizm ten spotęgowała różnica zdań podczas konfliktu Żydów z Brytyjczykami, który miał miejsce w Palestynie przed i po II wojnie światowej. Założona przez rewizjonistów i dowodzona później przez Begina organizacja bojowa Irgun dążyła do usunięcia siłą wojsk brytyjskich z Palestyny, co kontestowała bardziej umiarkowana syjonistyczna lewica skupiona wokół Dawida Ben Guriona.
Likud jako organizacja skupiająca ugrupowania prawicowe został założony w 1973 roku. Podczas kampanii wyborczej do ósmego Knesetu swe siły połączyły Gahal (Gusz Herut Liberalim, blok Herutu z liberałami) z La’am (utworzonym z Wolnego Centrum, Listy Narodowej i Ruchu na Rzecz Wielkiego Izraela). Na arenie polityki wewnętrznej Likud prezentował umiarkowany konserwatyzm i popierał w gospodarce wprowadzenie reguł wolnego rynku. W 1977 roku Likud wygrał wybory do dziewiątego Knesetu. Wówczas Begin został pierwszym prawicowym premierem Izraela. Zapoczątkował on proces pokojowy z Egiptem, którego następstwem było porozumienie z Camp David i traktat pokojowy pomiędzy Izraelem a Egiptem z 1979 roku. Menachem Begin był przywódcą Likudu do 1983 roku. Wówczas to premierem został Icchak Szamir, który był liderem partii do 1993 roku. W 1984 roku ugrupowanie utworzyło po raz pierwszy wielką koalicję rządową z Izraelską Partią Pracy. Cztery lata później nastąpiło formalne rozwiązanie frakcji politycznych Herut i Partii Liberalnej, które ostatecznie połączyły się w jednolitą partię Likud. Od 1993 roku przywódcą tego ugrupowania był Binjamin Netanjahu. Jego partia w wyborach do czternastego Knesetu wystartowała ze wspólnej listy Likud – Geszer – Comet. W 1996 roku Netanjahu został premierem rządu. Rok później kilku skrajnie prawicowych członków Likudu odeszło z partii, gdyż nie godzili się na porozumienie z Palestyńczykami. Założyli oni nowe ugrupowanie, któremu nadali starą nazwę – Herut (miało to oznaczać powrót do korzeni syjonizmu rewizjonistycznego). Od 1999 roku przywódcą Likudu był Ariel Szaron, który został premierem w 2001 roku. W trakcie jego rządów ponownie utworzono wielką koalicję z Partią Pracy. W 2005 roku Ariel Szaron zrezygnował z członkostwa w Likudzie i założył nową centrową partię Kadima. Kilka miesięcy później w wyniku udaru mózgu zapadł w śpiączkę. Przewodniczącym ugrupowania ponownie został Binjamin Netanjahu.
W wyniku wyborów w 2006 roku Likud uzyskał dopiero czwartą liczbę mandatów, jednak dwa lata później, podczas przedterminowych wyborów w lutym 2009 roku wydatnie powiększył swój stan posiadania, do 27 deputowanych, co umożliwiło jej utworzenie rządu. 31 marca 2009 r. lider Likudu, Binjamin Netanjahu, został premierem Izraela. Przed wyborami w 2013 ugrupowanie postanowiło połączyć siły z partią Nasz Dom Izrael. Ostatecznie Likud wprowadził do parlamentu 20 deputowanych, a cały blok – 31. Netanjahu pozostał premierem Izraela. Sojusz ten nie przetrwał jednak długo – w kolejnych, przedterminowych wyborach parlamentarnych w marcu 2015, Likud wystartował samodzielnie, uzyskując 30 mandatów.
Od 2016 roku Likud jest tzw. „członkiem regionalnym” Partii Europejskich Konserwatystów i Reformatorów.
Członka tej partii określa się w Izraelu mianem likudnika (hebr. לִכּוּדְנִיק).

## Historia

### Powstanie partii i przywództwo Begina
Likud powstał jako połączenie kilku prawicowych partii tuż przed wyborami w 1973 roku. W jego skład weszły ugrupowania takie jak Gahal (złożony z liberałów i Herutu Begina), Wolne Centrum, Lista Państwowa i Ruch na rzecz Wielkiego Izraela. Likud był sojuszem tych ugrupowań, z dominującą rolą Herutu, do 1988 roku, kiedy to poszczególne formacje zostały rozwiązane, a sam blok stał się unitarna partią polityczną. Od czasu swego powstania, cieszył się on znacznym poparciem Żydów sefardyjskich, którzy czuli się dyskryminowani przez rządzącą Koalicję Pracy (Ma’arach), zdominowaną przez Żydów aszkenazyjskich.
Pierwszym premierem Izraela z Likudu był Menachem Begin, który poprowadził partię do zwycięstwa w wyborach 1977 roku. Był to pierwszy przypadek w krótkiej jeszcze historii tego państwa, kiedy to centrolewica utraciła władzę. Pomimo tego, że Begin był w przeszłości przywódcą paramilitarnego Irgunu, udało mu się zainicjować proces pokojowy w stosunkach z Egiptem. Rezultatem tego było porozumienie z Camp David i izraelsko-egipski układ pokojowy z 1979 roku.

### Szamir, Netanjahu i Szaron
Drugim premierem z Likudu był Icchak Szamir, który został szefem rządu po raz pierwszy w październiku 1983 roku, zaraz po rezygnacji Begina. Był on dawnym dowódcą podziemnej żydowskiej organizacji bojowej Lechi i postrzegany był jako silniejszy lider niż poprzedni premier. Pod jego przywództwem, wielu Żydów z Etiopii i Rosji zostało sprowadzonych do Izraela. Rozbudowano także i stworzono wiele nowych osiedli żydowskich na Zachodnim Brzegu i w Strefie Gazy.
Trzecim premierem wywodzącym się z tej partii był Binjamin Netanjahu, wybrany na to stanowisko w maju 1996 roku, tuż po zabójstwie Icchaka Rabina. W prowadzeniu polityki nie kierował się przesłankami ideologicznymi w takim stopniu jak Begin i z tego powodu nie mógł opierać się z takim zdecydowaniem naciskom USA, jak robił to Szamir. Pomimo tego, że był krytyczny wobec postanowień z Oslo i bardziej „jastrzębi” niż jego poprzednicy Rabin i Peres z Partii Pracy, negocjował z Jasirem Arafatem. W 1998 roku, kiedy to Netanjahu rozmawiał z Palestyńczykami w Wye Plantation, kilku członków Knesetu z Likudu odeszło z partii na znak protestu wobec tych działań. Pod przywództwem Benny’ego Begina (syna Menachema Begina), Micha’ela Kleinera i Dawida Re’ema, założyli oni nową partię, Herut – Ruch Narodowy. Nowo powstałe ugrupowanie poparł były premier Icchak Szamir, który jednocześnie wyraził swój zawód poczynaniami Netanjahu.
Czwartym premierem z Likudu był Ariel Szaron, wybrany w marcu 2001 roku. Wykorzystał on spadek popularności premiera Ehuda Baraka, mającego problemy z palestyńską intifadą. W wyniku wyborów w 2003 roku, Likud uzyskał aż 40 mandatów. W tym czasie Szaron zaczął odchodzić od linii programowej swojej partii, m.in. wprowadzając w życie plan jednostronnych posunięć w stosunkach z Palestyńczykami. W wyniku tego w lecie 2005 roku zlikwidowano osiedla żydowskie w Strefie Gazy i część osiedli na Zachodnim Brzegu. Wydarzenia te wywołały niezadowolenie w Likudzie i powstanie wewnątrzpartyjnej opozycji wobec poczynań Ariela Szarona. Rezygnację ze stanowiska premiera złożył on 21 listopada 2005 roku (przestał wówczas także być liderem partyjnym). Konsekwencją tego było założenie własnego ugrupowania, Kadima.

### Rozłam i powstanie Kadimy
Po zwrocie Szarona w kierunku centrum sceny politycznej, niezadowolenie wewnątrz jego partii zaczęło narastać – spowodowało to głęboki podział w samym ugrupowaniu, jak i pośród jego zwolenników. Tuż przed odejściem lidera Likudu, kilkakrotnie udało mu się przetrwać wewnętrzne kryzysy. Najpierw, w marcu 2005 roku, kiedy to będący wówczas ministrem finansów Netanjahu zaproponował projekt budżetu, który spotkał się z ostrymi protestami, ale ostatecznie uzyskał akceptację. Drugi przypadek miał miejsce we wrześniu 2005 roku, kiedy krytyka Szarona wewnątrz Likudu spowodowała urządzenie głosowania nad wcześniejszymi wyborami na lidera partyjnego. Propozycja ta została odrzucona stosunkiem głosów 52 do 48 proc. W październiku przeciwnicy Szarona z frakcji Likud głosowali wspólnie z opozycją pragnąc uniemożliwić wejście do rządu dwóch jego protegowanych. Zademonstrowano w ten sposób utratę poparcia dla Ariela Szarona w łonie jego własnej partii, a przyjęcie budżetu na 2006 rok okazało się niewykonalne.
W następnym miesiącu Partia Pracy ogłosiła wyjście z rządu Szarona, co spowodowało ogłoszenie wcześniejszych wyborów. Stało się tak z powodu zwycięstwa lewicowego Amira Peretza w wyborach na lidera tego ugrupowania. 21 listopada 2006 roku Ariel Szaron ogłosił, że opuszcza Likud i zakłada nową, centrową formację, Kadima. Zaraz potem aż siedmiu kandydatów zgłosiło swój akces do zajęcia jego miejsca: Binjamin Netanjahu, Uzzi Landau, Sza’ul Mofaz, Jisra’el Kac, Silwan Szalom i Mosze Feiglin. Ten pierwszy okazał się być głównym faworytem. Landau i Mofaz zrezygnowali niedługo potem, reszta wsparła Netanjahu lub przeszła do Kadimy.

### Ponownie Netanjahu
Netanjahu zwyciężył w wyborach na lidera Likudu w grudniu 2005 roku, uzyskując 44,4% głosów. Szalom zajął drugie miejsce, otrzymawszy 33% głosów. Zapewniło mu to drugie miejsce na liście wyborczej partii do parlamentu. Stwierdzono, że frekwencja w wewnątrzpartyjnych wyborach była o wiele mniejsza niż w poprzednich latach – wyniosła mniej niż 40% ze 96 tys. zadeklarowanych członków partyjnych. Duża uwaga mediów skupiła się na najbardziej prawicowym kandydacie, Mosze Feiglinie, który uzyskał ostatecznie 12,4% głosów.
Po powstaniu Kadimy Szarona, partia Netanjahu stanęła przed zagrożeniem utraty pozycji jednej z dwóch głównych partii politycznych w Izraelu. Centrowa orientacja nowego ugrupowania przyciągnęła dużą część wyborców i członków Likudu. Z tego powodu kierownictwo tej partii musiało wykonać zwrot w „prawo”, opowiadając się np. przeciwko kolejnym likwidacjom żydowskich osiedli. Pomimo tego w Knesecie wciąż zasiada przedstawicieli wielu ugrupowań o wiele bardziej radykalnym profilu ideologicznym. Innym problemem było to, że część skrajnie prawicowych wyborców Likudu zaczęło głosować na wcześniej wspomniane partie, czując się zdradzonymi. Z tego powodu po wyborach w 2006 roku Likud znalazł się dopiero na czwartym miejscu, ustępując pola m.in. prawicowo-nacjonalistycznej partii rosyjskojęzycznych imigrantów, Jisra’el Betenu. Trzecią partią, po Kadimie i Partii Pracy, został religijny sefardyjski Szas. Wyniki wyborów okazały się dla Likudu porażką – udało mu się uzyskać tylko 12 mandatów, co oznaczało utratę aż 28 miejsc w porównaniu z poprzednimi wyborami. Oznacza to najgorszy wynik od czasu, gdy 41 lat wcześniej powstał sojusz Herutu i liberałów, Gahal (pierwowzór Likudu). Netanjahu przyznał, iż wynik ten jest klęską, ale stwierdził także, że pragnie pozostać liderem do czasu nadejścia „lepszych dni”.
1 marca 2006 roku komitet centralny Likudu zdecydował o zrzeczeniu się prawa do ustalania składu i kolejności nazwisk na partyjnej liście wyborczej. Partia wkrótce zaczęła odzyskiwać poparcie społeczne, zwłaszcza po kolejnych niepowodzeniach rządu Ehuda Olmerta. Okazało się nawet, że może liczyć na zwycięstwo w kolejnych wyborach parlamentarnych. Jeden z sondaży, przeprowadzony 11 stycznia 2007 przez redakcję gazety Jedi’ot Acharonot wskazał, iż Likud może uzyskać nawet 28 mandatów (przy 21 dla Partii Pracy, 11 dla Szas i jedynie 10 dla Kadimy). W związku z tym, w doniesieniach medialnych pojawiły się informacje o planowanym połączeniu ugrupowania z Jisra’el Betenu, zwłaszcza po wyjściu tego ugrupowania z rządu Olmerta. Zostały one jednak szybko zdementowane.
W pierwszych dniach grudnia 2008, podczas wewnętrznego głosowania w szeregach partii, którego efektem był skład listy wyborczej Likudu podczas wyborów parlamentarnych w styczniu 2009 r., okazało się, że członkowie partii w większości życzą sobie, aby wyrażała ona ich skrajnie prawicowe poglądy. Na liście partyjnej pojawiły się nazwiska przede wszystkim tzw. „jastrzębi” – polityków, którzy opowiadają się za twardą linią postępowania w konflikcie z Arabami. Na wysokich miejscach znaleźli się tam m.in.: Mosze Feiglin (20. miejsce), Gila Gamli’el (19.), Jisra’el Kac (11.), Ze’ew Binjamin Begin (5.), Juli-Jo’el Edelstein (12.), Re’uwen Riwlin (4.) i Gidon Sa’ar (2.), kojarzeni z nurtem skrajnie prawicowym w partii, podczas gdy umiarkowani członkowie Likudu – Dan Meridor i Uzzi Dajan zajęli odległe miejsca (odpowiednio 17. i 42.). Dla Netanjahu okazało się to sporym problemem (zwłaszcza stosunkowo wysokie miejsce Feiglina), ponieważ lider Likudu wiele czasu spożytkował na tworzenie wizerunku partii jako ugrupowania centroprawicowego, zdolnego do przyciągnięcia do siebie zniechęconych wyborców Kadimy i Partii Pracy. Powrót Likudu na skraj prawego skrzydła izraelskiej sceny politycznej doprowadził do spadku jego popularności wśród bardziej umiarkowanego elektoratu. Wskazywały na to np. wyniki sondażu z 19 grudnia 2008 r. Pod względem popularności, partia zrównała się w tym okresie z Kadimą. Według sondażu przeprowadzonego dla dziennika Ma’ariw, obie ugrupowania uzyskałyby 30 mandatów parlamentarnych, gdyby wybory zostały przeprowadzone właśnie 19 grudnia.
20 grudnia 2008 ujawniono hasło wyborcze Likudu używane przed kolejnymi wyborami parlamentarnymi – Likud – ponieważ państwo musi być rządzone. Działacze partii chcieli w ten sposób wyrazić pogląd, że jedynie ugrupowanie Netanjahu może skutecznie zadbać o kraj w czasach kryzysu. Ich zdaniem nie była do tego zdolna Kadima, której rząd zawiódł Izraelczyków w czasie konfliktu w Libanie i walki z terrorystami w Strefie Gazy.
Na początku lutego, na tydzień przed wyborami parlamentarnymi, Netanjahu ogłosił, że po zwycięstwie Likudu, będzie dążył do utworzenia rządu jedności narodowej, w skład którego wejdą wszystkie syjonistyczne partie polityczne w Izraelu.

#### Wybory w 2009 roku i rząd Netanjahu

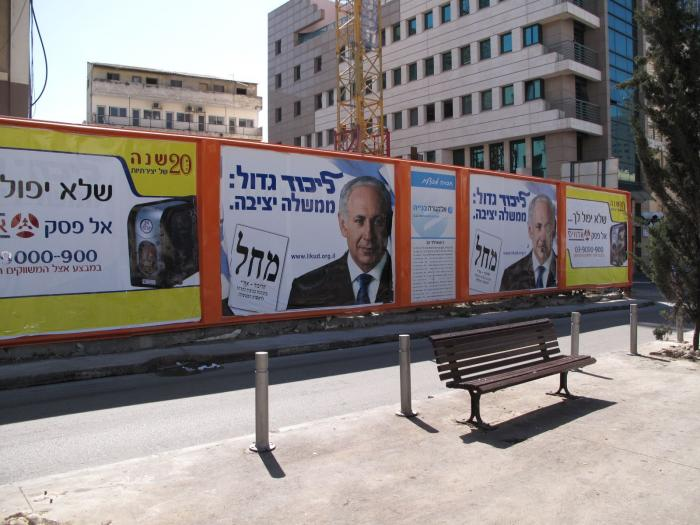
Plakaty wyborcze Likudu przed wyborami w 2009 r.

W wyborach przedterminowych do Knesetu z 10 lutego 2009 Likud zajął drugie miejsce i otrzymując 27 mandatów parlamentarnych. Wygrała Kadima, uzyskując 28 miejsc w parlamencie. Pomimo tego zwycięstwa, pod znakiem zapytania stanęło to, czy kolejny premier Izraela będzie członkiem Kadimy, ponieważ trzecie miejsca zajął prawicowy, nacjonalistyczny Jisra’el Betenu, któremu pod względem ideologicznym o wiele bliżej do Likudu, niż do Kadimy. Jeden z liderów tego drugiego ugrupowania, Me’ir Szitrit, oświadczył, że jego partia nie wejdzie w skład skrajnie prawicowego rządu pod kierownictwem Netanjahu, nie wykluczając jednocześnie udziału w gabinecie, jeśli nie znajdzie się w nim Jisra’el Betenu. 12 lutego izraelskie media podały, że w negocjacjach koalicyjnych lider Likudu planował utworzenie rządu jedności narodowej, poprzez powierzenie Awigdorowi Liebermanowi (przywódca Jisra’el Betenu) teki ministra finansów, a politykom z Kadimy – Liwni i Mofazowi odpowiednio resorty spraw zagranicznych oraz obrony.
Ostatecznie Netanjahu utworzył gabinet, w skład którego 31 marca 2009 roku weszli przedstawiciele Likudu, Szasu (Eli Jiszai został wicepremierem i ministrem spraw wewnętrznych), Partii Pracy (Ehud Barak zachował tekę ministra obrony i stanowisko wicepremiera), Jisra’el Betenu (Awigdor Lieberman został wicepremierem i ministrem spraw zagranicznych), Zjednoczony Judaizm Tory oraz Żydowskiego Domu (Ha-Bajit Ha-Jehudi). Gabinet liczył 29 ministerstw, co było największą liczbą w historii Izraela.
31 stycznia 2012 Netanjahu pokonał w wewnątrzpartyjnych wyborach Mosze Feiglina. Otrzymał on 77 proc. głosów zarejestrowanych członków Likudu, którzy wzięli udział w głosowaniu. Netanjahu został wybrany liderem ugrupowania po raz czwarty.

#### Połączenie sił z Jisra’el Betenu i wybory w 2013
25 października 2012 Netanjahu i Lieberman ogłosili połączenie sił partii politycznych, którym przewodzili oraz wystawienie wspólnej listy wyborczej w wyborach w 2013. Informacja ta wywołała dywagacje wśród komentatorów sytuacji na izraelskiej scenie politycznej, spodziewających się dążenia Liebermana do objęcia przywództwa w nowo utworzonym podmiocie. Przywódca Jisra’el Betenu potwierdził te przypuszczenia, stwierdzając, że „jest to jego cel, którym nie jest jednak owładnięty”.
W wyniku wyborów parlamentarnych sojusz Likudu i Jisra’el Betenu wprowadził do Knesetu 31 deputowanych, z czego 20 to członkowie tego pierwszego ugrupowania. Netanjahu zachował stanowisko premiera, tworząc w połowie marca 2013 rząd koalicyjny, w skład którego weszli także przedstawiciele ugrupowań Jest Przyszłość (Jesz Atid), Żydowski Dom (Ha-Bajit Ha-Jehudi) oraz Ruch (Ha-Tenu’a). Lieberman pozostał ministrem spraw zagranicznych Izraela.
Sojusz obu ugrupowań miał zdecydowanych przeciwników w szeregach tych partii. W listopadzie 2013 pojawiły się informacje, że w partiach trwają dyskusję, czy należy kontynuować współpracę. Ostatecznie została ona oficjalnie zakończona w lipcu 2014.

#### Wybory w 2015
Pod koniec 2014 w rządzie Binjamina Netanjahu zaczęły narastać napięcia między partnerami tworzącymi koalicję w sprawach takich jak budżet na 2015 rok, wysokie koszty życia, polityka wobec Palestyńczyków, a zwłaszcza zaproponowanej przez premiera kontrowersyjnej ustawy, która określiłaby Izrael jako „państwo narodowe” narodu żydowskiego. 2 grudnia 2014 premier Netanjahu zdymisjonował dwoje ministrów, liderów koalicyjnych centrowo-liberalnych ugrupowań: Ja’ira Lapida (partia Jest Przyszłość) oraz Cippi Liwni (partia Ruch), zarzucając im „spiskowanie”, „podważanie jego pozycji” i „nieustające ataki z wnętrza rządu”. Efektem kryzysu rządowego był wniosek o skrócenie kadencji Knesetu, która normalnie trwałaby do 2017.
W wyniku wyborów parlamentarnych w Izraelu, przeprowadzonych 17 marca 2015, Likud wprowadził do Knesetu 30 deputowanych.

#### Wybory w 2019
W wyborach parlamentarnych w Izraelu w kwietniu 2019 roku ugrupowanie zajęło pierwsze miejsce, zdobywając 1 138 772 głosów (26,45%). Przełożyło się to na 36 mandatów w Knesecie XXI kadencji.
2 czerwca Eli Ben-Dahan opuścił Likud i stworzył Achi. Z kolei 31 lipca trzech posłów partii My Wszyscy (Mosze Kachlon, Eli Kohen i Tali Ploskow) przeszło do Likudu.
W wyborach paralamentarnych we wrześniu 2019 roku Likud zajął drugie miejsce, zdobywając 1 113617 głosów (25,10%). Dało to 32 mandaty w Knesecie XXII kadencji.

#### Wybory w 2020
W wyborach parlamentarnych w Izraelu w 2020 roku Likud zajął pierwsze miejsce, uzyskując 29,46% poparcia. Taki wynik przełożył się na 36 mandatów.

#### Wybory w 2021
W wyniku wyborów w 2020 Likud oraz Niebiesko-Biali utworzyli koalicję. Jednak w wyniku nieuchwalenia budżetu, rozwiązano Kneset a wybory wyznaczono na 23 marca 2021.
W tych wyborach Likud uzyskał 24,19% poparcia, co przełożyło się na 30 mandatów. Co w sumie dało stratę aż 7 mandatów w porównaniu do poprzednich wyborów, co przyczyniło się do straty władzy przez Likud na rzecz koalicji anty-Netanyahu z Bennettem oraz Lapidem na czele.

#### Wybory w 2022
Wskutek trudności z przeprowadzeniem reform, koalicja rządząca postanowiła rozwiązać Knesset. W tych wyborach Likud uzyskał 23,41% co przełożyło się na 32 mandaty, a wynik innych partii koalicyjnych w sumie przełożył się na 64 mandaty dla koalicji prawicowej. 29 grudnia 2022 r. powołany został Trzydziesty siódmy rząd Izraela, w którym oprócz Likudu znalazły się także takie partie jak Szas, Zjednoczony Judaizm Tory, Religijny Syjonizm, Żydowska Siła i No’am.

## Ideologia

### Gospodarka
Likud jest ugrupowaniem opowiadającym się za gospodarką wolnorynkową, choć w pewnych okolicznościach dopuszcza również elementy modelu mieszanego. Pod kierownictwem ministra finansów Beniamina Netanjahu, znacznie obniżono stawki podatku VAT i podatku dochodowego, jak również innych danin. Ugrupowanie to popiera rozwój wolnego handlu (zwłaszcza z Unią Europejską i USA), jak również likwidację monopoli. W ostatnich latach, pod rządami Likudu w Izraelu sprywatyzowano kilka przedsiębiorstw państwowych (m.in. El Al i Bank Leumi). Obecny lider partyjny, Netanjahu, gdy piastował funkcję ministra finansów, wyraził pogląd, iż związek zawodowy Histadrut jest tak potężną organizacją, iż jest w stanie sparaliżować izraelską gospodarkę. Stwierdził także, że przyczyną bezrobocia jest lenistwo i zbyt wysokie świadczenia socjalne.

### Stosunki izraelsko-arabskie
Program Likudu postuluje aneksję całej „Ziemi Izraela” (Eretz Yisrael), w skład której mają wchodzić tereny dzisiejszego państwa żydowskiego, jak również Zachodni Brzeg Jordanu, Strefa Gazy, Wzgórza Golan i cała Jerozolima.
Przez wiele lat Likud wykazywał zdecydowanie „jastrzębią” postawę w stosunkach z Palestyńczykami, opowiadając się przeciwko utworzeniu państwa palestyńskiego i wspierając osadnictwo żydowskie na Zachodnim Brzegu i w Strefie Gazy. Jednakże to właśnie rząd Likudu doprowadził do pierwszego układu pokojowego z państwem arabskim. W 1979 roku premier Menachem Begin podpisał wraz z egipskim prezydentem Anwarem as-Sadatem porozumienie na mocy którego Egipt otrzymał ponownie półwysep Synaj (okupowany przez Izrael od czasu wojny sześciodniowej w 1967), jak również zakończono stan wojny pomiędzy oboma krajami. Również Icchak Szamir wykonał gest w kierunku Palestyńczyków, spotykając się z ich przedstawicielami podczas konferencji w Madrycie, która miała miejsce tuż po konflikcie w Zatoce Perskiej w 1991 roku. Pomimo tego Szamir odrzucił ideę utworzenia palestyńskiego państwa, co zdaniem wielu (m.in. amerykańskiego sekretarza stanu Jamesa Bakera) było głównym powodem fiaska konferencji. Później premier Netanjahu wyraził sprzeciw wobec stworzenia państwa Palestyńczyków, choć pomysł ten po zawarciu porozumień z Oslo był popierany przez Partię Pracy, pomimo tego, że jego ostateczny kształt nie został ustalony.
Po wybuchu konfliktu pomiędzy Izraelem a Palestyńczykami w 2002 roku, rząd tworzony przez Likud rozpoczął ponowną okupację arabskich miast i obozów uchodźców na Zachodnim Brzegu. Jednak w 2005 roku Ariel Szaron zmienił nieco orientację ideologiczną partii, porzucając ideę „Wielkiego Izraela”, postulującą masowe osadnictwo na Zachodnim Brzegu i w Strefie Gazy. Został wybrany na drugą kadencję, prezentując swój plan jednostronnych posunięć w stosunkach z Palestyńczykami. Zadecydował o likwidacji żydowskich osiedli ze Strefy Gazy i czterech osiedli na północy Zachodniego Brzegu. Zdecydowana większość członków Likudu sprzeciwiała się takiemu postępowaniu premiera. Wywołało to kryzys rządowy i zadecydowało o rezygnacji Ariela Szarona z członkostwa w partii.
Ariel Szaron wraz z częścią deputowanych Likudu, którzy popierali realizację jego planu, opuścił Likud i założył nową centrową partię Kadima. Postuluje ona likwidację części osad również na Zachodnim Brzegu oraz oddzielenie się od terenów przyszłego państwa palestyńskiego przy pomocy muru. Następca Szarona na stanowisku lidera partyjnego, Binjamin Netanjahu oraz Silwan Szalom, numer 2 na partyjnej liście, poparli (niezgodnie z programem Likudu), likwidację żydowskich osiedli w Strefie Gazy. Pomimo tego Netanjahu zrezygnował ze stanowiska ministra finansów tuż przed rozpoczęciem realizacji tego przedsięwzięcia. Większość zwolenników popiera osadnictwo żydowskie na Zachodnim Brzegu i sprzeciwia się utworzeniu państwa palestyńskiego.

### Kultura
Likud propaguje kulturę „nowohebrajską”, stawiając głęboki nacisk na wartości syjonizmu rewizjonistycznego. Zwraca uwagę na konieczność kultywowania tradycji zwycięskich wojen (np. z 1948 roku), jak również podkreśla znaczenie przywiązania do symboli, takich jak flaga państwowa czy hymn. Postuluje również wpajanie dzieciom wartości patriotycznych w trakcie procesu edukacyjnego.
Partia opowiada się za wolnością prasy i prywatnymi mediami (rynek prywatnych mediów rozwinął się znacznie w Izraelu w czasie rządów Likudu). Pomimo tego, podczas kadencji premiera Szarona, doszło do zamknięcia pirackiego prawicowego radia Arutz 7 („Kanał 7”). Było ono szczególnie popularne pośród żydowskich osadników. Posunięcie to spowodowało krytykę rządu ze strony środowisk skrajnie prawicowych.
Likud wyraża również umiarkowane poparcie dla wartości religijnych w życiu społecznym, uznając, że religia jest spoiwem łączącym naród, co w perspektywie historii Żydów, ma szczególne znaczenie.

## Działacze

### Liderzy partyjni
- Menachem Begin (1973–1983)
- Icchak Szamir (1983–1993)
- Binjamin Netanjahu (1993–1999)
- Ariel Szaron (1999–2005)
- Binjamin Netanjahu (od 2005)

### Posłowie do Knesetu

#### 19. Kneset
Posłowie wybrani w wyborach: Binjamin Netanjahu, Gilad Erdan, Silwan Szalom, Jisra’el Kac, Danny Danon, Mosze Ja’alon, Ze’ew Elkin, Cippi Chotoweli, Jariw Lewin, Juli-Jo’el Edelstein, Chajjim Kac, Miri Regew, Mosze Feiglin, Juwal Steinitz, Cachi Hanegbi, Limor Liwnat, Ofir Akunis, Gila Gamli’el.
W trakcie kadencji do parlamentu wszedł: Karmel Szama.

#### 20. Kneset
Posłowie wybrani w wyborach: Binjamin Netanjahu, Gilad Erdan, Juli-Jo’el Edelstein, Jisra’el Kac, Miri Regew, Silwan Szalom, Mosze Ja’alon, Ze’ew Elkin, Jariw Lewin, Ze’ew Binjamin Begin, Cachi Hanegbi, Juwal Steinitz, Gila Gamli’el, Ofir Akunis, Dawid Bitan, Chajjim Kac, Jackie Lewi, Jo’aw Kisz, Cippi Chotoweli, Dawid Amsalem, Miki Zohar, Anat Berko, Ajjub Kara, Nawa Boker, Awi Dichter, Awraham Neguse, Nurit Koren, Jaron Mazuz, Oren Chazzan, Danny Danon.
W trakcie kadencji do parlamentu weszli: Szaren Haskel, Amir Ochanna, Jehuda Glik i Osnat Hilla Mark.

#### 21. Kneset
Posłowie wybrani w wyborach: Binjamin Netanjahu, Juli-Jo’el Edelstein, Jisra’el Kac, Gilad Erdan, Gidon Sa’ar, Miri Regew, Jariw Lewin, Jo’aw Galant, Nir Barkat, Gila Gamli’el, Awi Dichter, Ze’ew Elkin, Chajjim Kac, Cachi Hanegbi, Ofir Akunis, Juwal Steinitz, Cippi Chotoweli, Dawid Amsalem, Amir Ochanna, Ofir Kac, Etti Chawa Atijja, Jo’aw Kisz, Dawid Bitan, Keren Barak, Szelomo Karaj, Miki Zohar, Eli Ben-Dahan, Szaren Haskel, Michal Szir Segman, Keti Szitrit, Fatin Mulla, Maj Golan, Uzzi Dajan, Ari’el Kelner, Osnat Hilla Mark.

## Wyniki wyborcze
| Wybory        | Liczba mandatów                 | Miejsce | Liczba głosów | Procent głosów |
| ------------- | ------------------------------- | ------- | ------------- | -------------- |
| 1973          | 39                              | 2.      | 473 309       | 30,2%          |
| 1977          | 43                              | 1.      | 583 968       | 33,4%          |
| 1981          | 48                              | 1.      | 718 941       | 37,1%          |
| 1984          | 41                              | 2.      | 661 302       | 31,9%          |
| 1988          | 40                              | 1.      | 709 305       | 31,1%          |
| 1992          | 32                              | 2.      | 651 229       | 24,9%          |
| 1996          | 32                              | 2.      | 767 401       | 25,8%          |
| 1999          | 19                              | 2.      | 468 103       | 14,46%         |
| 2003          | 38                              | 1.      | 925 279       | 29,39%         |
| 2006          | 12                              | 4.      | 282 070       | 9,0%           |
| 2009          | 27                              | 2.      | 729 054       | 21,61%         |
| 2013          | 20 (31 razem z Jisra’el Betenu) | 1.      | 885 163       | 23,34%         |
| 2015          | 30                              | 1.      | 984 966       | 23,40%         |
| kwiecień 2019 | 36                              | 1.      | 1 138 772     | 26,45%         |
| wrzesień 2019 | 32                              | 2.      | 1 113 617     | 25,10%         |
| 2020          | 36                              | 1.      | 1 352 339     | 29,46%         |
| 2021          | 30                              | 1.      | 1 066 892     | 24,19%         |
| 2022          | 32                              | 1.      | 1 115 049     | 23,41%         |